# Adria Mobil
Adria Mobil (UCI kód: ADR) je slovinský cyklistický UCI Continental tým, jenž vznikl v roce 1972 jako amatérský.
Hlavním sponzorem týmu je výrobce pojízdných domů a karavanů Adria Mobil, který též sponzoruje jednodenní závod GP Adria Mobil a etapový závod Kolem Slovinska.

## Soupiska týmu
K 14. červenci 2022
- Nik Čemažar (SLO) (* 2. srpna 1999)
- Aljaž Colnar (SLO) (* 16. února 2002)
- Viktor Filutás (HUN) (* 28. září 1996)
- Tilen Finkšt (SLO) (* 6. července 1997)
- Gal Glivar (SLO) (* 1. května 2002)
- Kristjan Hočevar (SLO) (* 3. května 1999)
- Aljaž Jarc (SLO) (* 9. dubna 1999)
- Kristijan Koren (SLO) (* 25. listopadu 1986)
- Boštjan Murn (SLO) (* 15. ledna 2001)
- David Per (SLO) (* 13. února 1995)
- Jaka Špoljar (SLO) (* 4. března 2003)

## Vítězství na národních šampionátech
2013
 Slovinská časovka, Klemen Štimulak
2014
 Chorvatský silniční závod, Radoslav Rogina
 Chorvatská časovka, Bruno Maltar
 Slovinský silniční závod, Matej Mugerli
2016
 Slovinská časovka, David Per
 Chorvatský silniční závod, Radoslav Rogina
2017
 Srbská časovka, Dušan Rajović
2018
 Srbský silniční závod, Dušan Rajović
2022
 Slovinský silniční závod, Kristjan Koren